# Another World (sencillo)
«Another World» es el primer sencillo de la banda Gojira que forma parte de Fortitude, su último disco hasta la fecha. Fue lanzado el 5 de agosto de 2020, en todas las plataformas de música en streaming habituales y además estrenaron un videoclip animado dirigido por Maxime Tiberhgien y Sylvain Favre, también disponible en el canal de YouTube oficial de Gojira.
La canción aborda su vaivén entre el pesimismo sobre la humanidad que actúa como un 'parásito' y su deseo de hacer algo al respecto. Joe Duplantier dijo sobre esto: "Es enfado… Quiero otro mundo, que se joda este mundo, pero cuando el enfado termina, por supuesto, este es nuestro mundo, esto es lo único que tenemos a mano… Esto es todo lo que tenemos". Ha sido vegano durante siete años y cree que "algo funciona mal con nosotros en la forma en que tratamos a los animales". "La extinción de tantas especies será uno de nuestros legados. Se necesitaron miles de millones de años para crear estas especies y en 40 años, miles y miles de especies se extinguieron por nuestra culpa".
Fue producido por el propio Joe Duplantier, y mezclada por Andy Wallace.

## Lista de canciones
| N.º | Título          | Duración |  |
| 1.  | «Another World» | 4:25     |  |

## Personal
- Joe Duplantier: voz, guitarra
- Christian Andreu: guitarra
- Jean-Michel Labadie: bajo
- Mario Duplantier: batería